# بردگوری دزداران ۸ تا ۱۱
بردگوری دزداران ۸ تا ۱۱ در شهرستان کوهرنگ، روستای دو آب صمصامی واقع شده و این اثر در تاریخ ۸ خرداد ۱۳۸۰ با شمارهٔ ثبت ۳۸۷۰ به‌عنوان یکی از آثار ملی ایران به ثبت رسیده است.